# HP-UX
HP-UX (Hewlett-Packard UniX) je lastniška izvedba operacijskega sistema Unix podjetja Hewlett-Packard. Operacijski sistem temelji na sistemu UNIX System V (izvirno System III) in je bil prvič izdan leta 1984. Zadnje različice podpirajo serijo računalniški sistemov HP 9000, ki temeljijo na procesorski arhitekturi PA-RISC, in strežniške sisteme HP Integrity, ki temeljijo na Intelovi arhitekturi Itanium.
HP-UX je na začetku vseboval vso jedrno notranjost in knjižnice sistema III razen nekaj grafičnih podprogramov. Ponudil je več kot 125 najbolj rabljenih ukazov sistema III. Zaradi nezdružljivosti strojne opreme je bilo nekaj programov in ukazov napisanih na novo – na primer: fsck, ps, mknod, večina ukazov pa je ostalo združljivih z ukazi sistema III.
Zgodnejše različice operacijskega sistema HP-UX so delovale na prenosni delovni postaji HP Integral PC in računalniških sistemih HP 9000 Series 200, 300 in 400, ki so temeljili na seriji procesorjev Motorola 68000, kot tudi na računalnikih HP 9000 Series 500 s HP lastniško procesorsko arhitekturo FOCUS.
HP-UX je bil prvi Unix, ki je ponudil seznam datotečnih dovoljenj ACL kot alternativo standardnemu sistemu dovoljenj Unix. HP-UX je bil med prvimi sistemi Unix, ki so vsebovali vgrajeni upravljalnik logičnih enot. HP je dolgo sodeloval s podjetjem programske opreme Veritas Software in je rabil VxFS za glavni datotečni sistem.
Je eden od petih komercialnih operacijskih sistemov, ki imajo različice certificirane po standardu UNIX 03 konzorcija The Open Group. Drugi štirje so še: OS X, Solaris, Inspur K-UX in AIX.

## Značilnosti
HP-UX 11i ponuja skupni korenski disk za svoj razpršeni datotečni sistem. HP Serviceguard je programska rešitev gruč za HP-UX. HP Global Workload Management prilagaja delovne obremenitve za optimizacijo zmogljivosti in je vključen z Instant Capacity on Demand, tako da so lahko naloženi viri plačani v 30-minutnih intervalih pri zahtevah najvišje delovne obremenitve.
HP-UX ponuja gradnike strežniške virtualizacije na nivoju operacijskega sistema kot so strojne particije, izolirane navidezne particije OS na strežnikih s celično osnovo in HP Virtual Machines (VMs) na vseh strežnikih Integrity. HP VMs podpira gostujoče delovanje na gostiteljih s HP-UX 11i v3 – gostitelji lahko poganjajo Linux, MS Windows, OpenVMS 8.4 ali HP-UX. HP podpira migracije neposredno priključenih gostov VM, kjer šifriranje lahko zagotovi gostujočo vsebino med migracijo.
HP-UX 11i v3 deluje na strežniku SuperDome 2 z 32 Intelovimi procesorji Itanium 9560:
- 256 procesorskih jeder
- 8 TB glavnega pomnilnika
- datotečni sistem z največ 32 TB
- velikost datotek največ 16 TB
- 100 milijonov ZB notranjega pomnilnika

## Varnost
Različica 11i v2 je vpeljala zaznavo vstopa (IDS) na osnovi jedra, močno generacijo naključnih števil, varovanje pred prekoračitvijo medpomnilnika sklada, varnostno razcepljanje, upravljanje dostopa na osnovi nalog in različna odprtokodna varnostna orodja.
Varnostno zaščito na HP-UX se lahko razdeli v tri kategorije: podatki, sistem in identiteta:
| kategorija | varnostni produkti |
| ---------- | --- |
| podatki    | šifrirani nosilci in datotečni sistemi, TC, beli seznami, vsebniki, OpenSSL, SSH, IPsec                                                                       |
| sistem     | Software Assistant, Bastille, Auditing System, IPFilter, gostiteljski IDS, Standard Mode Security Extensions, senčno geslo, močni generator naključnih števil |
| identiteta | RBAC, PAM-Kerberos, odjemalec LDAP-UX, strežnik AAA, imeniški strežnik, strežnik Kerberos                                                                     |

## Podprte strojne platforme
Operacijski sistemi HP-UX podpirajo različne sisteme PA-RISC. Različica 11.0 je dodala podporo za strežnike na osnovi Integrity za prehod od arhitekture PA-RISC na Itanium. HP-UX 11i v1.5 (B.11.20) je bila prva različica, ki je podpirala Itanium. Pri vpeljavi HP-UX 11i v2 (B.11.23) je operacijski sistem podpiral obe arhitekturi.

### Serija BL
HP-UX 11i podpira strežnike HP Integrity družine serverjev HP BL. Ti serverji imajo vgrajeno Intelovo arhitekturo Itanium.

### Serija CX
HP-UX 11i v2 (B.11.23) in 11i v3 (B.11.31) podpirata strežnike HP serije CX. CX pomeni carrier grade strežniška serija in se v glavnem rabi za telekomunikacijsko industrijo s podporo -48V DC in je certificirana NEBS. Oba sistema vsebujeta procesorje Itanium Mad6M in se ne izdelujeta več.

### Serija RX
HP-UX podpira strežnike HP serije RX.

## Zgodovina izdaj različic
Pred izdajo različice HP-UX 11.11 je HP uporabljal shemo desetiškega številčenja različic, kjer je prva številka pomenila glavno različico, naslednja številka za decimalko pa manjšo različico. Z različico 11.11 je HP naredil tržno odločitev in imenoval novo različico 11i, ki ji je sledila v(desetiška številka) za različico. Črka i je bila namenjena označbi, da je operacijski sistem zmožen delovanja v internetu, vendar je bil efektivni rezultat shema dvojnega številčenja.